# São Vicente do Penso
São Vicente do Penso era una freguesia portuguesa del municipio de Braga, distrito de Braga.

## Historia
Fue suprimida el 28 de enero de 2013, en aplicación de una resolución de la Asamblea de la República portuguesa promulgada el 16 de enero de 2013 al unirse con las freguesias de Escudeiros y Santo Estêvão do Penso, formando la nueva freguesia de Escudeiros e Penso (Santo Estêvão e São Vicente).